# USS LST-776
O USS LST-776 foi um navio de guerra norte-americano da classe LST que operou durante a Segunda Guerra Mundial.